# Arrondissement d'Annaberg
Pour les articles homonymes, voir Annaberg.

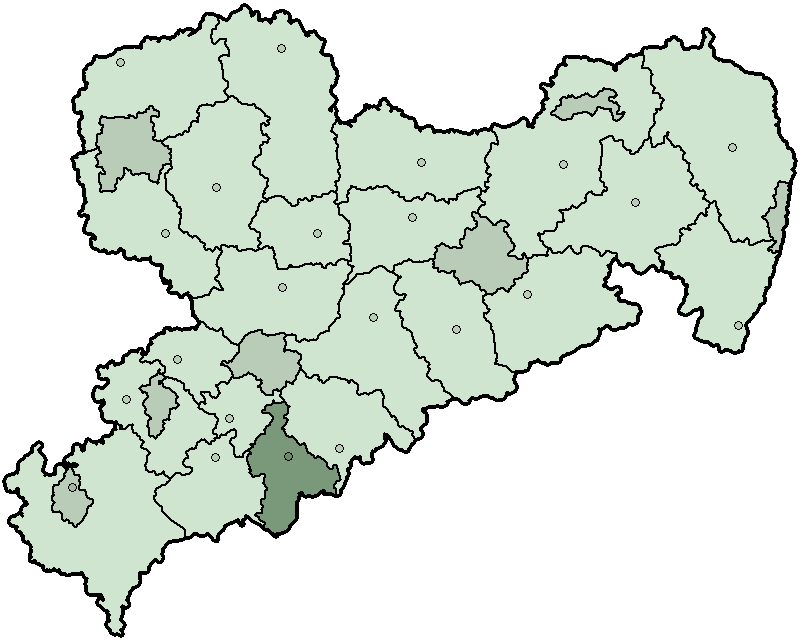
Localisation de l'ancien arrondissement en Saxe

L'arrondissement d'Annaberg était un arrondissement  ("Landkreis" en allemand) de Saxe  (Allemagne), dans le district de Chemnitz de 1994 à 2008.
Son chef-lieu était Annaberg-Buchholz.
Il fut regroupé avec d'autres arrondissements le 1er août 2008 selon la réforme des arrondissements de Saxe de 2008.

## Villes et Communes
(nombre d'habitants en 2007)
| Städte 1. Annaberg-Buchholz, Große Kreisstadt (22 808) 2. Ehrenfriedersdorf (5 238) 3. Elterlein (3 217) 4. Geyer (4 034) 5. Jöhstadt (3 230) 6. Oberwiesenthal, Kurort (2 675) 7. Scheibenberg (2 347) 8. Schlettau (2 705) 9. Thum (5 814) Verwaltungsgemeinschaften - Verwaltungsgemeinschaft Bärenstein mit den Mitgliedsgemeinden Bärenstein und Königswalde - Verwaltungsgemeinschaft Geyer mit den Mitgliedsgemeinden Stadt Elterlein, Stadt Geyer und Tannenberg - Verwaltungsgemeinschaft Scheibenberg-Schlettau mit den Mitgliedsstädten Scheibenberg (VG-Sitz) und Schlettau | Gemeinden 1. Bärenstein (2 684) 2. Crottendorf (4 564) 3. Gelenau/Erzgeb. (4 701) 4. Königswalde (2 384) 5. Mildenau (3 748) 6. Sehmatal (Sitz: Cranzahl) (7 270) 7. Tannenberg (1 254) 8. Thermalbad Wiesenbad (3 710) |